# Somasjärvi
Somasjärvi (Noors: Somájávri, Noord-Samisch: Somášjávri) is een meer op de grens van Finland en Noorwegen. Van de 2,68 km² ligt 1,75 km² binnen de Finse gemeente Enontekiö; het overige ligt binnen de Noorse gemeente Nordreisa. Het meer is gelegen in de bergketen, waarvan de Haltiatunturi het plaatselijk hoogtepunt vormt. Het meer stroomt aan de zuidkant leeg via de Valtijoki. Uiteindelijk belandt haar water via een lange reeks rivieren in de Botnische Golf. De kustlijn van het meer is 9,92 km.
Afwatering: Somasjärvi → Valtijoki → Poroeno → Lätäseno → Könkämärivier → Muonio → Torne → Botnische Golf